# 체크무늬

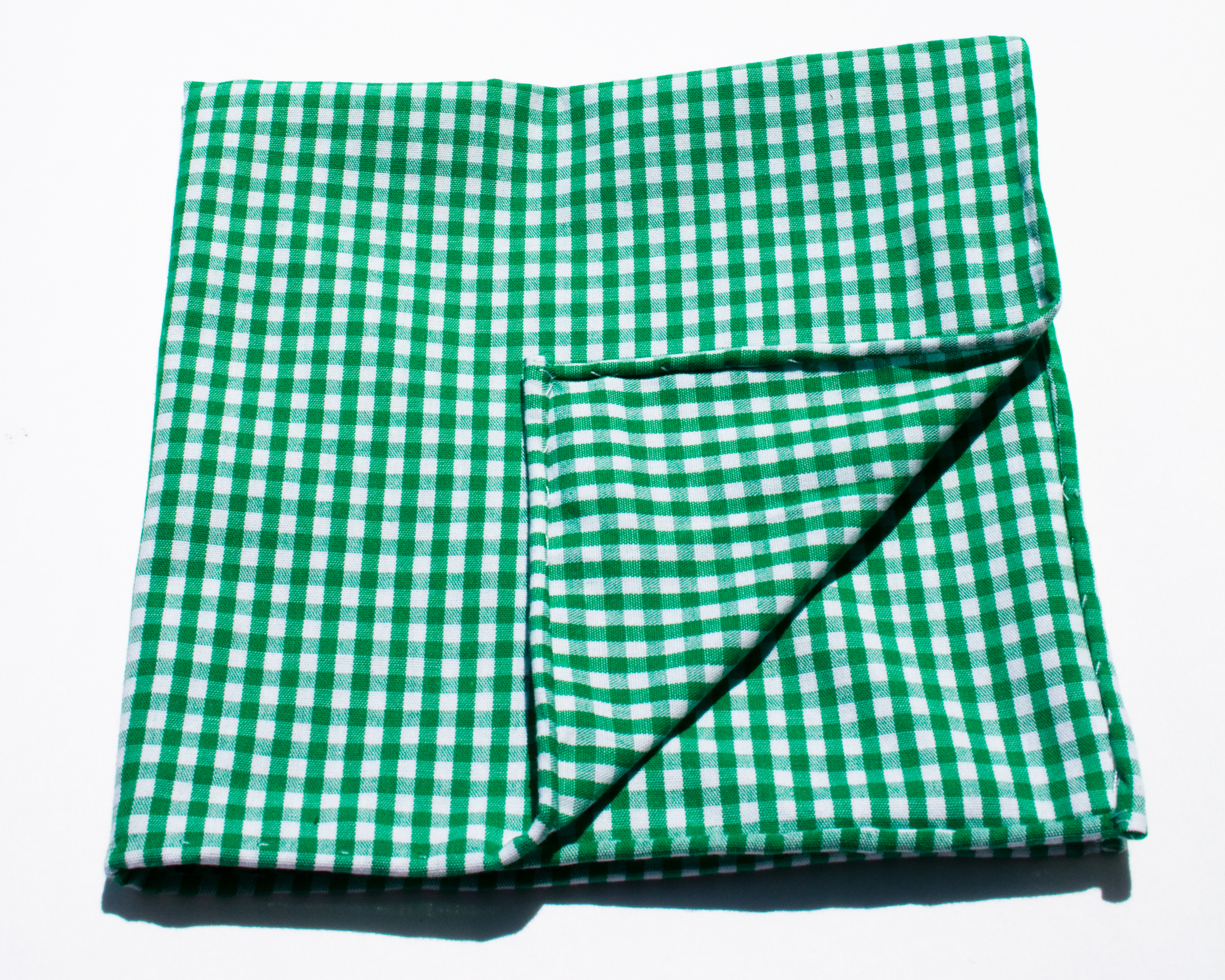
체크무늬 징엄(Gingham) 천

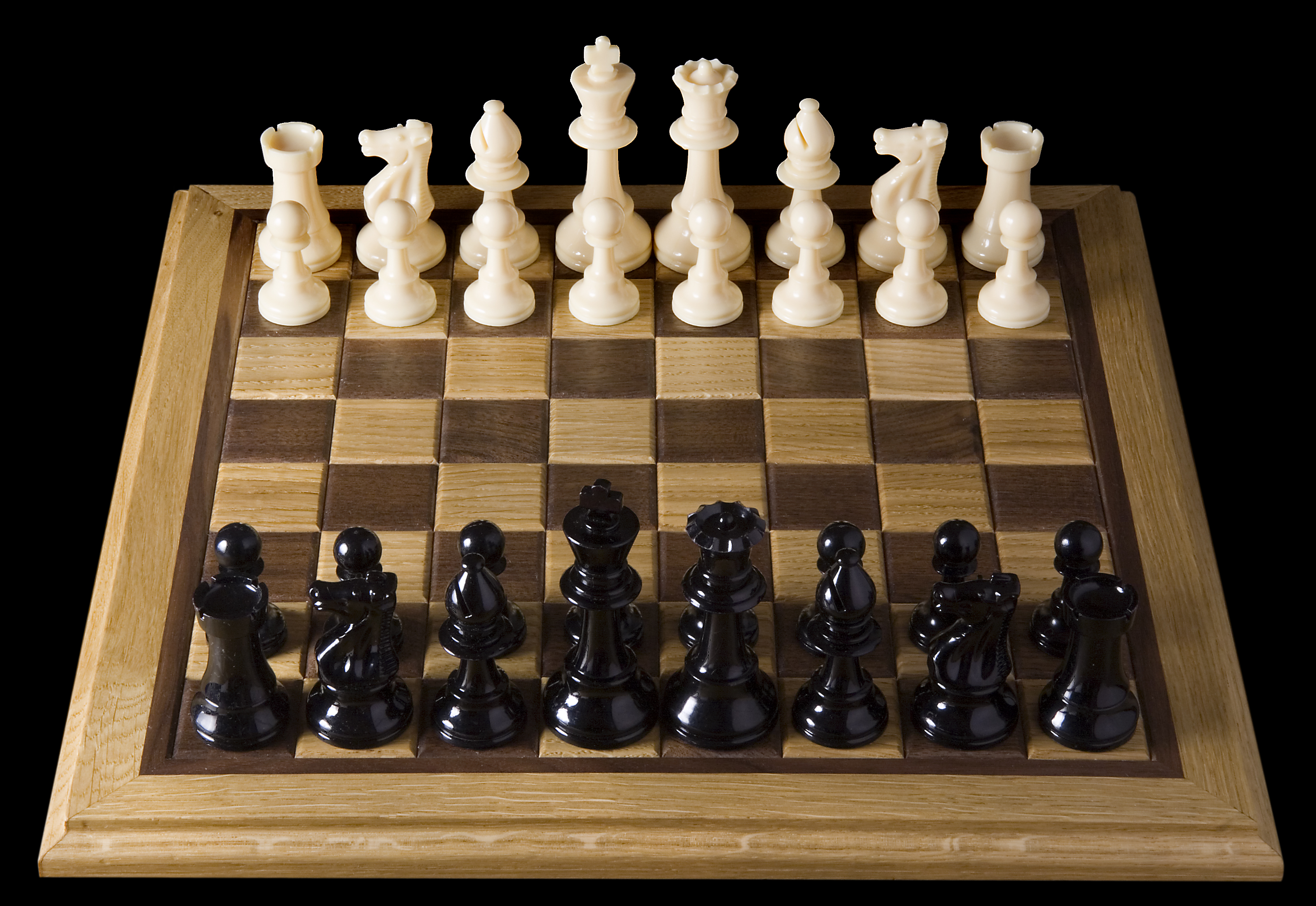
체스판의 초기 배치

체크무늬 방패

체크무늬는 가로로 움직이든 세로로 움직이든 두 색이 교대로 쓰이는 두 색으로 된 무늬이다.

## 같이 보기
- 플란넬
- 물떼새 격자
- 정사각형 테셀레이션
- 줄무늬
- 타르탄